# Lars Physant
Lars Christensen Physant (født 24. april 1957 i København, Danmark) har boet og arbejdet i Barcelona siden 1994, er en dansk maler, hvis konceptuelle udtryk har sine rødder i naturalisme og realisme. Blandt hans tidlige påvirkninger er C. W. Eckersberg, Christen Købke, J. Th. Lundbye, Wilhelm Hammershøi, Vermeer van Delft, Claude Monet og Georges Seurat'. Han er især kendt for sine kongelige portrætter og sit begreb om multiversal realisme, der kommer til udtryk på reliefstrukturer af træ.

## Biografi
Lars Physant begyndte at tegne i en meget tidlig alder. Som teenager lavede han tegninger på små stykker papir, som hurtigt kunne gemmes væk, så ingen kunne se dem. Senere i sin karriere i 2005 udstillede han tegningerne i sin retrospektive udstilling, El transit de la llum, på Castell de Benedormiens, Castell d'Aro, Spanien.
I 1986 skabte han illustrationerne til de danske og norske udgaver af J. R. R. Tolkien's bog Tree & Leaf, som blev vist i 22 udstillinger i hele Skandinavien. I 1987 begyndte han at arbejde på en bog om historien om Rom's pladser Rom – pladsernes by. Hans mål var at skildre hver og en af Roms 40 pladser ved udendørs tegning og maleri i fri luft (au plein air), som malerne i den danske guldalder gjorde det. Ingen hjælp fra fotografier der kunne anvendes. De 8 måneders italienske erfaringer resulterede i adskillige udstillinger. I 1996 skabte Physant malerierne til en anden bog om Rom af Ole Askov Olsen, Glimt af et glemt Rom, der beskriver ukendte steder i byen. Denne gang var fotografiske referencer tilladt.
Mødet med Rom, middelhavskulturen og især lyset i regionen inspirerede Physant voldsomt, og da han i 1994 havde mulighed for at tilbringe et år i Barcelona med arbejdet på en udstilling for sit galleri i København, viste det sig at blive et vendepunkt for ham, og han bosatte sig permanent i Barcelona.
Lars Physants rejse til Rajasthan i 2009 efterlod et dybt indtryk på både hans ånd og hans arbejde. Han havde mulighed for at lave nogle maleri under sit ophold i Udaipur, og bagefter rejste han omkring 2.500 kilometer ad landevejen med stop i flere byer og blev konstant inspireret i sin oplevelse af landskaber og mennesker, besøgte templer og andre seværdigheder, indtil han nåede Varanasi. Dette site, der er helligt for hinduer, gav ham en enestående, dødsrelateret oplevelse, som udtrykkes især i maleriet med titlen Lyspassion II – Sankt Hans Dag. Manikarnika Ghat. Varanasi. Physant har afspejlet de intense følelser, som hans besøg i Indien gav ham, i en serie af værker og flere udstillinger i Spanien, Belgien og Danmark.
I 2012 foreslog Klaus Rifbjerg, at Lars Physant at skabe værker til at visualisere bogen med digtene FERIAS af Federico García Lorca, som Rifbjerg og hans hustru Inge havde oversat til dansk. Dette tillod Physant at fordybe sig med stor interesse i Lorcas liv og arbejde. Denne interesse udvidede sig til Lorcas samtidige, tidens historiske omstændigheder og med tanke på sin passion for musik, bevægede Physant sig også dybt ind i flamencoens verden. Resultatet blev 28 malerier, der akkompagnerer den tosprogede danske/spanske version af Ferias, udgivet af Gyldendal i 2013. I 2014 blev malerier og digte udstillet i Museo Casa Natal Federico Garcia Lorca Arkiveret 15. oktober 2008 hos  Wayback Machine på digterens fødested i Fuente Vaqueros, Granada under fejringen af Lorcas 116 års fødselsdag. Den omfattende viden, Physant erhvervede sig i denne proces, gjorde det muligt for ham at deltage aktivt i debatter om digteren i Andalusien sammen med anerkendte specialister på området såsom Ian Gibson, Juan José Téllez, Manuel Francisco Reina, og Juan de Loxa og ekspert i flamencoens kultur, Lourdes Galvez del Postigo.
Fra begyndelsen af sin karriere har et af Physants største ønsker været at male et portræt af H. M. Dronning Margrethe II af Danmark. Det ønske gik i opfyldelse i 2014, hvor han blev bestilt til at portrættere hende af Nationalmuseet i anledningen af monarkens 75 års fødselsdag. Det portræt, som bærer titlen At skabe billeder af billeder, er et væsentligt maleri, der viser dronningens intellektuelle side, refererer til hendes studier i arkæologi samt hendes kunstneriske side. Det hentyder også til de nyeste forskningsresultater indenfor historien om kongeriget Danmark.

## Værker
I 1992, begyndte han at henvise til sin opdeling af lærredet som introspektiv naturalisme for at beskrive repræsentation af den indre og ydre verden, hvor den ydre verden på en realistisk måde er placeret i centrum af maleriernes billedfladen og  den indre verden, udtrykt som et abstrakt udtryk, på kanten af maleriets overflade. Han skrev, at "en hvilkensomhelst synsoplevelse af verden udenfor vores kropsgrænse er altid blandet med en virkelighed, der holder sig indenfor: Humøret, erindringer, minder, søvnig eller friskudhvilet, flashbacks til mindre eller mere behagelige situationer, solen der blænder, så efterbillederne dominerer, varme eller kolde, etc. ...".
Også i 1990'erne, som et skridt fremad i sin forskning inden for blandingen af realisme og abstraktion, udviklede han udtrykke samlet, splittet virkelighed Arkiveret 13. november 2014 hos  Wayback Machine. Eksempler på dette udtryk findes i hele hans arbejde, og i 1999 begyndte han fysisk at opdele overfladen i sine malerier og tilføjede reliefdimensionen.
Fra da af brød han lærredet op, og formen på de fleste af hans malerier var nu uregelmæssige, og understreger fragmentering af vores virkelighed. Fragmenterne er til tider helt adskilt med uregelmæssige mellemrum mellem dem. Hans teknik er akryl og olie på lærred på reliefstrukturer af træ.
Parallellen til musik og musikalske begreber er altid til stede i hans arbejde – en malerisk måde at opfatte "tema med variationer". Ligesom i Edward Elgars Enigma Variationer indeholder reliefstrukturerne mange forskellige opfattelser af det samme oprindelige tema, som aldrig selv bliver synligt.
Psykoanalyse er en anden vigtig inspiration og reference. Den rolle, det ubevidste spiller i opfattelsen, og hvordan processen med improvisation og komposition altid relaterer sig til, hvordan sindet fungerer metaforisk og metonymisk, er til stede i hele Physants arbejde. Også den måde, hvorpå hukommelsen lagrer og distribuerer oplevelser lag på lag er som det gennemsigtige lag af maling, der anvendes. Sigmund Freud og Jacques Lacan har efterladt store mærker i hans kunst, eksempelvis i maleriet "Wo Es war, soll Ich werden".
Simultan perception har været et tema i hans seneste udstillinger Arkiveret 3. marts 2016 hos  Wayback Machine, hvor han fremhæver ideen om, at komplementariteten af forskellige følelsesmæssige tilstande er vejen til at få en mere kvalificeret form på den indre og ydre virkelighed. Dette er et af temaerne i Else Marie Bukdahls tekst "Flerhed af blikke", der også henviser til Niels Bohrs teorier.
Som en konsekvens af og i udviklingen af det foregående udtryk arbejder Lars Physant arbejder med begreberne kontrapunktisk realisme og multiversal realisme, der har fokus på den visuelle perception selv. Det er tænkt som et parallelt udtryk i det rene maleri til Peter Greenaways inden for film- og videokunst, som forudsætter fragmenteringen og kompleksiteten af det 21. århundrede som en udfordring til kunstnerisk artikulation. Kontrapunktisk realisme refererer delvis til inspirationen fra den canadiske pianist Glenn Goulds arbejdsmetoder og hans måde at opfatte fortolkning.

### Portrætmaleri
Physant anvender også sine personlige begreber i portrætmaleriet, som altid har haft en central plads i hans virke. Han begyndte at tegne portrætter af levende modeller, da han var 13 år gammel. I portrættet søger han det menneskelige og det ubevidste for at komponere et samlet hele.
Physant har portrætteret danske og internationale musikere, forfattere, forretningsfolk og medlemmer af den kongelige familie. I 2014 portrætteret han H.K.H. Prinsesse Benedikte af Danmark i værket Multiversal Realisme i 12 faser.
I 2015 bestilte Nationalmuseet Physant til at male et portræt af H.M. Dronning Margrethe II af Danmark til hendes 75 års fødselsdag. Maleriet med titlen At skabe billeder af billeder blev afsløret d. 14. april 2015. Titlen refererer til dronningens egne kunstværker og til Physants eget kunstneriske projekt. Efter afsløringen af portrættet blev en lille bog udgivet, der udelukkende handler om portrættet og dets symbolik samt referencer til den danske historie. Blandt bidragyderne af bogen, som er opkaldt efter maleriet, er tidligere direktør for Nationalmuseet, Per Kristian Madsen, og specialist i portrætter Thyge Christian Fønss-Lundberg.
I 2016 Physant rejst til Grækenland med henblik på at male dobbeltportrættet af H.M. Kong Konstantin og H.M. Dronning Anne-Marie. Titlen på portrættet, Den dobbelte Odysse. Vindens løfte, er inspireret af Ulysses, der var adskilt fra sit elskede Ithaka i 20 år, mens regentparret var adskilt fra deres land i næsten 47 år.
Ligesom i andre af sine værker maler Physant sine portrætter som fragmenterede billeder på reliefstrukturer af træ, som ikke kan indrammes; en teknik, der er unik for genren.

### Selvportræt
Lars Physant selvportræt, bestilt af Vendsyssel Kunstmuseum, er en fortolkning i maleriet af de fire klassiske temperamenter, der er udtrykt i Carl Nielsens Symfoni, Opus 16. Portrættet består af fire malerier, der samlet udgør et enkelt portræt. Hver af de fire værker repræsenterer en af de klassiske temperamenter; kolerisk, flegmatisk, melankolsk og sangvinsk. Hver af de fire malerier er yderligere opdelt i fire dele af det portrætterede temperament. Om dette portræt skriver Physant: "Metaforisk kan vi forestille os, at de 16 ansigter i det samle de selvportræt er komplementære variationer over ideen om SELVPORTRÆTTET, ANSIGTET eller SANDHEDEN om dette ansigt, som vi på denne måde (muligvis) kommer tættere på ... ."
Physant har udviklet denne synæstetiske metode yderligere, og har portrætteret blandt andre Rafael Argullol, Klaus Rifbjerg, Michala Petri, og andre, der indgik i udstillingen "SERENDIPIA. Kosmos, Polykosmos, Psykokosmos" på Kastrupgårdsamlingen, Danmark i 2017-2018. De blev vist ledsaget af Carl Nielsens musik, som giver den fulde oplevelse både visuelt og med lyd.

## Hædersbevisninger
I april 2017 tildelte H. M. Dronning Margrethe II af Danmark Lars Physant Ridder af Dannebrogordenen.

## Malerier i bøger
- Ved at skabe billeder af billeder – Portræt af H. M. Dronning Margrethe II af Danmark, Nationalmuseet, ISBN 978-87-7602-328-7
- ARCHIPIELAGO – retrato polifónico de Rafael Argullol, Oriol Alonso Cano, Ediciones del subsuelo, ISBN 978-84-941646-9-9 (side 101)
- FERIAS, Federico García Lorca (suite af digte af Inge Og Klaus rifbjerg sig kærligt), Gyldendal 2013, ISBN 978-87-02-15640-9
- Glimt af et glemt Rom (Udsigt til et glemt Rom), Ole Askov Olsen, Garvning & Appel, 2003 ISBN 87-413-6424-4 Malerier af Lars Physant
- Rom – Pladsernes by (Rom – by pladser), Ole Askov Olsen, Tanning Og Appel 1996 ISBN 87-413-6343-4 Malerier af Lars Physant
- Træ og Blade, J. R. R. Tolkien, dansk udgave udgivet af ZAC 1987 OCLC 464041668 Cover design og illustrationer af Lars Physant
- Træ og Blæde, J. R. R. Tolkien, norsk udgave, Tiden Norsk Forlag A/S 1995 ISBN 82-10-03923-7 Cover design og illustrationer af Lars Physant

## Eksterne links
- Officiel Web
- Videoer
- Programa BTV
- Vendsyssel Kunstmuseum
- Galleri Arthus
- Dronning Isabella Fonden Arkiveret 22. januar 2018 hos  Wayback Machine
- Weilbachs Kunstnerleksikon
- CAC Mijas Arkiveret 6. januar 2017 hos  Wayback Machine
- Kastrupgårdsamlingen